# Cologne (Minnesota)
Cologne (Minnesota) ist eine Stadt im Carver County im US-Bundesstaat Minnesota, die von ihren deutschen Gründern nach der Stadt Köln benannt wurde. Das U.S. Census Bureau hat bei der Volkszählung 2020 eine Einwohnerzahl von 2.047 ermittelt.

## Geschichte

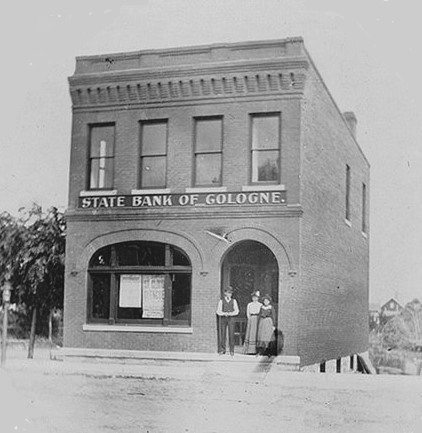
Cologne State Bank (ca. 1915)

Zu den ersten Kölner Siedlern in dieser Gegend gehörte Gerhard Lülsdorf (* 25. April 1827 in Köln), der 1853 auswanderte. Als Gründer von Cologne gilt Paul Mohrbacher (* 6. März 1847 in Sand/Kusel, † 1. Februar 1935 in Cologne). Er wurde am 7. März 1847 in Kübelberg getauft, kam am 26. Juni 1856 mit Eltern mit dem Schiff in New York an und war bei der Zählung 1860 bei seinen Eltern im benachbarten Benton gemeldet. Die St. Bernards Catholic Church entstand 1877 gegenüber dem Benton Lake. Bereits 1856 trafen sich 19 Familien im Haus der Mohrbachers zu Messen, die von Pfarrer Mehlmann geleitet wurden. Paul Mohrbacher stellte 1885 einen Einbürgerungsantrag und wurde am 27. Januar 1897 US-Staatsbürger. Er heiratete am 10. Februar 1872 Gertrude Catherine Meuwissen (* 1. Juni 1850 in Schalbruch/Heinsberg, † 3. November 1928 in Cologne) und baute im August 1880 im heutigen Ort sein Haus. Am 9. Februar 1881 gründete er offiziell den Ort, wo 1880 bereits eine Schrotmühle für 10.000 $ von Hans Güttler errichtet worden war („Cologne Mill“). Die Eheleute Mohrbacher brachten in Cologne 15 Kinder zur Welt. Paul Mohrbacher war der erste Bürgermeister (englisch civic leader) des aufstrebenden Cologne. Ein Postamt gab es bereits seit 1879 mit Peter Wirtz als Postamtsvorsteher in seinem Haushalts- und Eisenwarenladen (englisch hardware store). Wirtz war gleichzeitig der erste Lehrer an der zur Kirche gehörenden Schule, die 1880 entstand. Am 24. März 1894 erschien die erste lokale Zeitung, der Cologne Observer. Am 30. Mai 1897 eröffnete das erste Hotel unter dem Namen City Hotel, das auch über einen Saloon verfügte. Die Cologne State Bank eröffnete im Januar 1903 und fusionierte im Februar 1987 mit der First National Bank of Waconia. Elektrizität kam 1916 nach Cologne, Rosa Partoll Knotz wurde 1922 die erste weibliche Bürgermeisterin und hatte ihr Amt bis 1930 inne. 

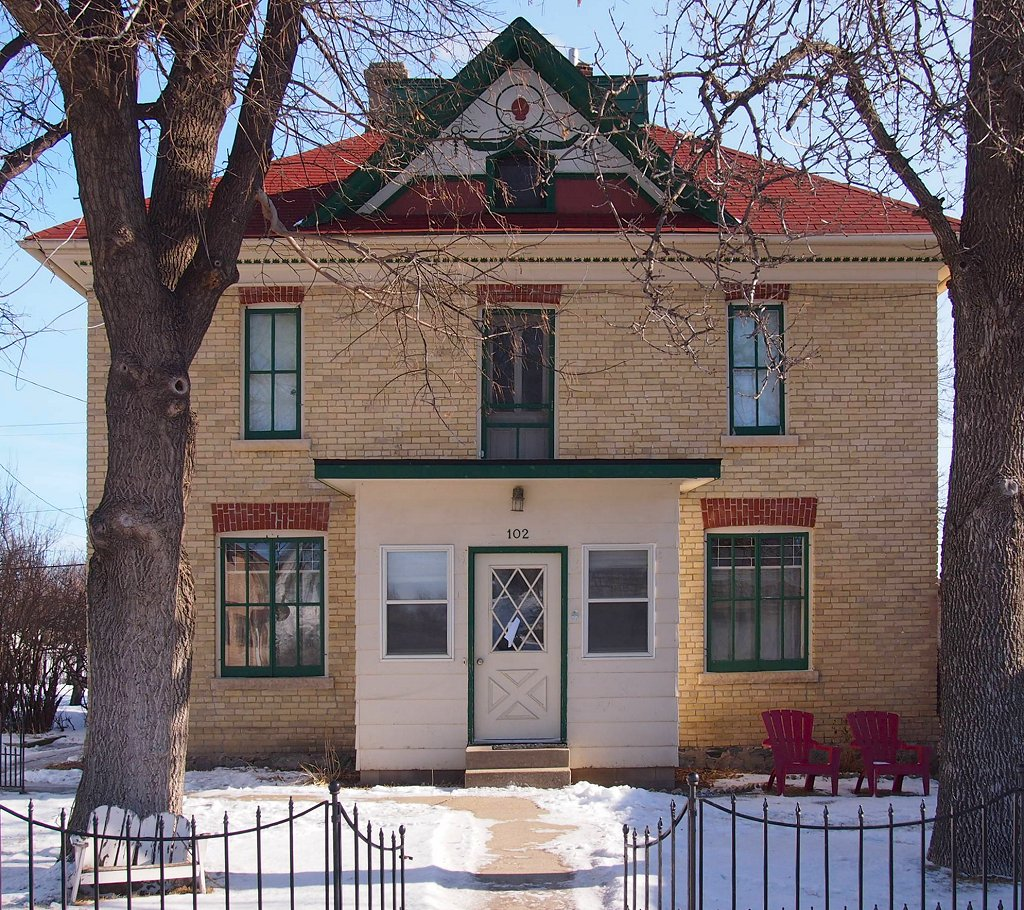
Paul Mohrbachers Haus (1880)

Der 14-minütige Amateurfilm „Cologne: From the Diary of Ray and Ester“ von Ray und Esther Dowidat wurde zwischen Juli und September 1939 aufgenommen und schildert das Leben der deutsch-US-amerikanischen Gemeinde im Ort in Form eines Tagebuchs, wo zu Zeiten der Filmaufnahmen Henry Mohrbacher (Sohn des Gründers Paul Mohrbacher; * 24. September 1874 in Cologne, † 14. März 1951 ebenda) einen Saloon betrieb. Der Stummfilm wurde 2001 von der Library of Congress als „kulturell, historisch und ästhetisch bedeutsamer Film“ in die Liste des National Film Registry aufgenommen. Dowidats Tochter Adele hatte zuvor den Film auf Videoband konvertiert und zeigte ihn der Minnesota Historical Society, von wo er seinen Weg zum National Film Registry fand.
Am 1. Juli 1949 wurde der 8,4 km lange Minnesota State Highway 284 eröffnet, der über Benton Township und Cologne bis nach Waconia führt. Bei seinem Staatsbesuch in Köln am 23. Juni 1965 überbrachte John F. Kennedy in einer Rede die Grüße seiner amerikanischen Mitbürger und ganz besonders der Bürger von Cologne (Minnesota), Cologne (New Jersey) und auch Cologne (Texas). Der Bürgermeister Matthew „Matt“ Allen Lein (* 1987) besuchte zusammen mit Gattin Carrie am 18. Juli 2014 die Stadt Köln und wurde am 19. Juli 2014 offiziell vom Oberbürgermeister der „Mutterstadt“ Köln, Jürgen Roters, im Kölner Rathaus empfangen. Am 19. Juli 2014 war er Gast bei den Kölner Lichtern. Im März 2015 wurde Scott Williams zum neuen Bürgermeister gewählt.
Im August 2018 besuchten zwei Kölner die Stadt Cologne, dabei überreichten sie Geschenke der Stadt Köln. Es handelte sich um einen Brief von der Oberbürgermeisterin Henriette Reker, einen Domstein und diverse Köln-spezifische Geschenke.

## Geographische und soziologische Daten
Die 292 m hoch liegende Stadt hat den Status einer „City“ und ist 4,84 km² groß, davon sind 6,4 % Wasserfläche. Der größte Teil der 1.519 Einwohner beruft sich auf deutsche Vorfahren (44 %), gefolgt von Iren (12 %), Norwegern (10 %) und Schweden (6 %). Ethnisch setzt sich der Ort aus 97 % Weißen, 1,5 % Hispanics/Latinos und 1,5 % Asiaten zusammen. Das Einkommen pro Kopf lag in Cologne im Jahr 2000 bei US$ 20.955, verglichen mit dem nationalen US-Einkommen von US$ 21.587. Die Arbeitslosenquote von 3,8 % lag deutlich unter der US-Quote von 7,3 % (August 2013). Die Einwohnerzahlen entwickelten sich rasant. 1939 lebten hier 350, 1970 waren es 518, 1980 insgesamt 545 und 1990 genau 563 Personen. Im Jahr 2000 wurden bereits 1.012 Einwohner gezählt, 2010 gab es 1.519 (oder 335/km²), 2018 1750 Einwohner. Seit 1990 hatte sich die Bevölkerung innerhalb von 10 Jahren verdoppelt. Der Lebenshaltungskostenindex lag bei 94,9 % (US: 100 %, März 2012). Die Katholiken dominieren – anders als in den USA – mit 46,2 % Anteil an der Gesamtbevölkerung. Noch heute ist der Name Mohrbacher mit 8 Personen der häufigste Nachname, gleichauf mit Schwartz.

## Lage und Verkehrsanbindung
Cologne gehört zum Benton Township (Gemeindeverband), dieser wiederum ist Teil des Carver County. Der Ort liegt 46 km (28,6 Meilen) südwestlich von Minneapolis entfernt an der Hauptstrecke der „Chicago, Milwaukee, St. Paul and Pacific Railroad“, die zwischen Chicago und dem Westen im Jahr 1909 eingeweiht wurde. Ähnlich wie der große Namensgeber besitzt Cologne einen Autobahnring, gebildet durch die U.S. Highways 212 und Minnesota State Highway 284. Der vierspurige Highway 212 durchtrennt die Stadt, der neuere Stadtbereich liegt südlich des Highways. Ab Cologne ist der Highway 212 ein Freeway. Der Benton Lake (nicht zu verwechseln mit Lake Benton) ist ein 19,8 ha (49 acres) großer See im 4,8 km nördlich der Stadt gelegenen Naherholungsgebiet.